# Diskografie The Chainsmokers
Toto je seznam vydané diskografie amerického diskžokejového dua The Chainsmokers.

## Alba

### Studiová alba
| Název                                                                                   | Detaily o albu                                                   | Umístění v hitparádách | Umístění v hitparádách | Umístění v hitparádách | Umístění v hitparádách | Umístění v hitparádách | Umístění v hitparádách | Umístění v hitparádách | Umístění v hitparádách | Umístění v hitparádách | Umístění v hitparádách | Certifikace |
| Název                                                                                   | Detaily o albu                                                   | US                     | AUS                    | BEL (FL)               | CAN                    | DEN                    | ITA                    | NOR                    | NZ                     | SWE                    | UK                     | Certifikace |
| --------------------------------------------------------------------------------------- | ---------------------------------------------------------------- | ---------------------- | ---------------------- | ---------------------- | ---------------------- | ---------------------- | ---------------------- | ---------------------- | ---------------------- | ---------------------- | ---------------------- | --- |
| Memories...Do Not Open                                                                  | - Vydáno: 7. dubna 2017 - Vydavatelství: Disruptor, Columbia     | 1                      | 4                      | 2                      | 1                      | 7                      | 8                      | 2                      | 4                      | 3                      | 3                      | - RIAA: Platinum - ARIA: Gold - BPI: Gold - FIMI: Gold - GLF: Platinum - IFPI DEN: Gold - IFPI NOR: Platinum - MC: 2× Platinum |
| Sick Boy                                                                                | - Vydáno: 14. prosince 2018 - Vydavatelství: Disruptor, Columbia | —                      | 72                     | —                      | —                      | —                      | —                      | 6                      | —                      | —                      | —                      | - RIAA: Gold - BPI: Silver - MC: Platinum                                                                                      |
| World War Joy                                                                           | - Vydáno: 6. prosince 2019 - Vydavatelství: Disruptor, Columbia  | 65                     | 19                     | —                      | 30                     | —                      | —                      | —                      | 25                     | 16                     | —                      | - RIAA: Gold - ARIA: Gold - MC: Gold                                                                                           |
| So Far So Good                                                                          | - Vydáno: 13. května 2022 - Vydavatelství: Disruptor, Columbia   | 106                    | —                      | 96                     | 45                     | —                      | —                      | —                      | —                      | —                      | —                      | |
| Summertime Friends                                                                      | - Vydáno: 20. října 2023 - Vydavatelství: Disruptor, Columbia    | —                      | —                      | —                      | —                      | —                      | —                      | —                      | —                      | —                      | —                      | |
| "—" značí, že se nahrávka neumístila v hitparádách nebo v tomto území ani nebyla vydána |                                                                  |                        |                        |                        |                        |                        |                        |                        |                        |                        |                        | |

### Remixová alba
| Název                         | Detaily                                                       |
| ----------------------------- | ------------------------------------------------------------- |
| So Far So Good (Lofi Remixes) | - Vydáno: 21. října 2022 - Vydavatelství: Disruptor, Columbia |

### Soundtracky
| Název                                        | Detaily                                                       |
| -------------------------------------------- | ------------------------------------------------------------- |
| Words on Bathroom Walls (s Andrew Hollander) | - Vydáno: 21. srpna 2020 - Vydavatelství: Disruptor, Columbia |

## Extended play
| Název                                                                                   | Detaily o albu                                                   | Umístění v hitparádách | Umístění v hitparádách | Umístění v hitparádách | Umístění v hitparádách | Umístění v hitparádách | Umístění v hitparádách | Umístění v hitparádách | Umístění v hitparádách | Certifikace                                    |
| Název                                                                                   | Detaily o albu                                                   | US                     | US Dance               | AUS                    | CAN                    | DEN                    | KOR                    | NZ                     | UK                     | Certifikace                                    |
| --------------------------------------------------------------------------------------- | ---------------------------------------------------------------- | ---------------------- | ---------------------- | ---------------------- | ---------------------- | ---------------------- | ---------------------- | ---------------------- | ---------------------- | ---------------------------------------------- |
| Bouquet                                                                                 | - Vydáno: 23. října 2015 - Vydavatelství: Disruptor, Columbia    | 31                     | 2                      | —                      | 18                     | —                      | —                      | —                      | —                      | - RIAA: Gold                                   |
| Collage                                                                                 | - Vydáno: 4. listopadu 2016 - Vydavatelství: Disruptor, Columbia | 6                      | 1                      | 23                     | 2                      | —                      | 7                      | 7                      | 49                     | - RIAA: 2× Platinum - ARIA: Gold - BPI: Silver |
| Sick Boy                                                                                | - Vydáno: 20. dubna 2018 - Vydavatelství: Disruptor, Columbia    | 53                     | 1                      | 87                     | 20                     | 33                     | —                      | —                      | —                      |                                                |
| World War Joy                                                                           | - Vydáno: 31. května 2019 - Vydavatelství: Disruptor, Columbia   | 48                     | 1                      | 65                     | 35                     | 31                     | —                      | —                      | —                      |                                                |
| No Hard Feelings                                                                        | - Vydáno: 10. května 2024 - Vydavatelství: Disruptor, Columbia   | —                      | 5                      | —                      | —                      | —                      | —                      | —                      | —                      |                                                |
| "—" značí, že se nahrávka neumístila v hitparádách nebo v tomto území ani nebyla vydána |                                                                  |                        |                        |                        |                        |                        |                        |                        |                        |                                                |

## Singly
| Název                                                                                   | Rok  | Umístění v hitparádách | Umístění v hitparádách | Umístění v hitparádách | Umístění v hitparádách | Umístění v hitparádách | Umístění v hitparádách | Umístění v hitparádách | Umístění v hitparádách | Umístění v hitparádách | Umístění v hitparádách | Certifikace | Album                  |
| Název                                                                                   | Rok  | US                     | AUS                    | BEL (FL)               | CAN                    | DEN                    | ITA                    | NOR                    | NZ                     | SWE                    | UK                     | Certifikace | Album                  |
| --------------------------------------------------------------------------------------- | ---- | ---------------------- | ---------------------- | ---------------------- | ---------------------- | ---------------------- | ---------------------- | ---------------------- | ---------------------- | ---------------------- | ---------------------- | --- | ---------------------- |
| "Erase" (feat. Priyanka Chopra)                                                         | 2012 | —                      | —                      | —                      | —                      | —                      | —                      | —                      | —                      | —                      | —                      | | Singly bez alb         |
| "The Rookie"                                                                            | 2013 | —                      | —                      | —                      | —                      | —                      | —                      | —                      | —                      | —                      | —                      | | Singly bez alb         |
| "#Selfie"                                                                               | 2014 | 16                     | 3                      | 14                     | 13                     | 9                      | 69                     | 3                      | 12                     | 2                      | 11                     | - RIAA: Platinum - ARIA: Platinum - BPI: Silver - FIMI: Platinum - GLF: 3× Platinum - IFPI DEN: Platinum - MC: Platinum                                                                           | Singly bez alb         |
| "Kanye" (feat. SirenXX)                                                                 | 2014 | —                      | —                      | —                      | —                      | —                      | —                      | —                      | —                      | —                      | —                      | | Singly bez alb         |
| "Polkadots"                                                                             | 2014 | —                      | —                      | —                      | —                      | —                      | —                      | —                      | —                      | —                      | —                      | | Singly bez alb         |
| "Let You Go" (feat. Great Good Fine Ok)                                                 | 2015 | —                      | —                      | —                      | —                      | —                      | —                      | —                      | —                      | —                      | —                      | | Singly bez alb         |
| "Good Intentions" (feat. BullySongs)                                                    | 2015 | —                      | —                      | —                      | —                      | —                      | —                      | —                      | —                      | —                      | —                      | | Bouquet                |
| "Roses" (feat. Rozes)                                                                   | 2015 | 6                      | 5                      | 22                     | 6                      | 29                     | 42                     | 8                      | 8                      | 13                     | 16                     | - RIAA: 6× Platinum - ARIA: 4× Platinum - BEA: Gold - BPI: Platinum - FIMI: 2× Platinum - GLF: 4× Platinum - IFPI DEN: Gold - IFPI NOR: Platinum - MC: 5× Platinum - RMNZ: 2× Platinum            | Bouquet                |
| "Waterbed" (feat. Waterbed)                                                             | 2015 | —                      | —                      | —                      | —                      | —                      | —                      | —                      | —                      | —                      | —                      | | Bouquet                |
| "Split (Only U)" (s Tiësto)                                                             | 2015 | —                      | —                      | —                      | —                      | —                      | —                      | —                      | —                      | —                      | —                      | | Singl bez alb          |
| "Until You Were Gone" (s Tritional feat. Emily Warren)                                  | 2015 | —                      | —                      | —                      | —                      | —                      | —                      | —                      | —                      | —                      | —                      | - RIAA: Gold - MC: Platinum | Bouquet                |
| "New York City"                                                                         | 2015 | —                      | —                      | —                      | —                      | —                      | —                      | —                      | —                      | —                      | —                      | - RIAA: Gold | Bouquet                |
| "Don't Let Me Down" (feat. Daya)                                                        | 2016 | 3                      | 3                      | 4                      | 4                      | 15                     | 7                      | 5                      | 2                      | 5                      | 2                      | - RIAA: Diamond - ARIA: 7× Platinum - BEA: 3× Platinum - BPI: 3× Platinum - FIMI: 6× Platinum - GLF: 6× Platinum - IFPI DEN: 2× Platinum - MC: 9× Platinum - RMNZ: 2× Platinum                    | Collage                |
| "Inside Out" (feat. Charlee)                                                            | 2016 | —                      | —                      | —                      | 72                     | —                      | —                      | —                      | —                      | —                      | —                      | - RIAA: Gold - ARIA: Gold - MC: Gold | Collage                |
| "Closer" (feat. Halsey)                                                                 | 2016 | 1                      | 1                      | 1                      | 1                      | 1                      | 2                      | 1                      | 1                      | 1                      | 1                      | - RIAA: 15× Platinum - ARIA: 20× Platinum - BEA: 3× Platinum - BPI: 5× Platinum - FIMI: 6× Platinum - GLF: 5× Platinum - IFPI DEN: 2× Platinum - MC: Diamond - RMNZ: 2× Platinum                  | Collage                |
| "All We Know" (feat. Phoebe Ryan)                                                       | 2016 | 18                     | 8                      | 43                     | 14                     | 35                     | 30                     | 10                     | 10                     | 19                     | 24                     | - RIAA: Platinum - ARIA: 3× Platinum - BPI: Silver - FIMI: Platinum - GLF: 2× Platinum - MC: 2× Platinum - RMNZ: Gold                                                                             | Collage                |
| "Setting Fires" (feat. Xylø)                                                            | 2016 | 71                     | 50                     | 10                     | 35                     | —                      | —                      | —                      | —                      | 92                     | 55                     | - RIAA: Gold - ARIA: Platinum - MC: Platinum | Collage                |
| "Paris"                                                                                 | 2017 | 6                      | 4                      | 5                      | 2                      | 2                      | 9                      | 3                      | 5                      | 2                      | 5                      | - RIAA: 4× Platinum - ARIA: 4× Platinum - BEA: Platinum - BPI: 2× Platinum - FIMI: 3× Platinum - GLF: 5× Platinum - IFPI DEN: Platinum - IFPI NOR: 2× Platinum - MC: 4× Platinum - RMNZ: Gold     | Memories...Do Not Open |
| "Something Just Like This" (s Coldplay)                                                 | 2017 | 3                      | 2                      | 2                      | 3                      | 5                      | 3                      | 5                      | 5                      | 4                      | 2                      | - RIAA: Diamond - ARIA: 16× Platinum - BEA: 3× Platinum - BPI: 5× Platinum - FIMI: 6× Platinum - GLF: 9× Platinum - IFPI DEN: Platinum - IFPI NOR: 3× Platinum - MC: 6× Platinum - RMNZ: Platinum | Memories...Do Not Open |
| "Honest"                                                                                | 2017 | 77                     | —                      | —                      | 93                     | —                      | —                      | —                      | —                      | —                      | —                      | - RIAA: Gold - ARIA: Gold | Memories...Do Not Open |
| "Sick Boy"                                                                              | 2018 | 65                     | 37                     | 30                     | 29                     | 13                     | 61                     | 3                      | 25                     | 8                      | 35                     | - RIAA: Platinum - ARIA: Platinum - BEA: Gold - BPI: Silver - IFPI DEN: Gold - MC: Platinum | Sick Boy               |
| "You Owe Me"                                                                            | 2018 | —                      | 73                     | —                      | 74                     | —                      | —                      | —                      | —                      | 55                     | 97                     | - MC: Gold | Sick Boy               |
| "Everybody Hates Me"                                                                    | 2018 | 100                    | 50                     | —                      | 71                     | —                      | 96                     | 33                     | —                      | 32                     | 81                     | - RIAA: Gold - MC: Gold | Sick Boy               |
| "Somebody" (feat. Drew Love)                                                            | 2018 | —                      | 43                     | —                      | 74                     | —                      | —                      | —                      | —                      | 67                     | 87                     | - RIAA: Gold - ARIA: Gold - MC: Platinum | Sick Boy               |
| "Side Effects" (feat. Emily Warren)                                                     | 2018 | 66                     | 61                     | 44                     | 39                     | —                      | —                      | —                      | —                      | 100                    | 50                     | - RIAA: Gold - ARIA: Gold - MC: Platinum | Sick Boy               |
| "Save Yourself" (s Nghtmre)                                                             | 2018 | —                      | —                      | —                      | —                      | —                      | —                      | —                      | —                      | —                      | —                      | | Sick Boy               |
| "This Feelin" (feat. Kelsea Ballerini)                                                  | 2018 | 50                     | 17                     | —                      | 34                     | —                      | —                      | —                      | 23                     | 30                     | 63                     | - RIAA: 2× Platinum - ARIA: Platinum - BPI: Silver - MC: 3× Platinum - RMNZ: Gold | Sick Boy               |
| "Siren" (s Aazar)                                                                       | 2018 | —                      | —                      | —                      | —                      | —                      | —                      | —                      | —                      | —                      | —                      | | Sick Boy               |
| "Beach House"                                                                           | 2018 | —                      | 89                     | —                      | —                      | —                      | —                      | —                      | —                      | 56                     | —                      | | Sick Boy               |
| "Hope" (feat. Winona Oak)                                                               | 2018 | —                      | 36                     | —                      | 64                     | —                      | —                      | 40                     | 27                     | 63                     | 89                     | - RIAA: Gold - ARIA: Gold - MC: Platinum | Sick Boy               |
| "Who Do You Love" (feat. 5 Seconds of Summer)                                           | 2019 | 52                     | 13                     | 21                     | 35                     | —                      | —                      | 30                     | 26                     | 19                     | 34                     | - RIAA: 2× Platinum - ARIA: 2× Platinum - BPI: Silver - MC: 2× Platinum | World War Joy          |
| "Kills You Slowly"                                                                      | 2019 | —                      | 85                     | —                      | —                      | —                      | —                      | —                      | —                      | 98                     | —                      | | World War Joy          |
| "Do You Mean" (feat. Ty Dolla $ign a Bülow)                                             | 2019 | —                      | —                      | —                      | —                      | —                      | —                      | —                      | —                      | 91                     | —                      | - MC: Gold | World War Joy          |
| "Call You Mine" (feat. Bebe Rexha)                                                      | 2019 | 56                     | 26                     | —                      | 42                     | —                      | —                      | 22                     | 32                     | 37                     | 50                     | - RIAA: 2× Platinum - ARIA: Platinum - BPI: Silver - MC: Platinum | World War Joy          |
| "Takeaway" (s Illenium feat. Lennon Stella)                                             | 2019 | 69                     | 32                     | 36                     | 31                     | —                      | —                      | 14                     | —                      | 38                     | 64                     | - RIAA: Platinum - ARIA: Platinum - BPI: Silver - BEA: Gold - MC: Platinum | World War Joy          |
| "Push My Luck"                                                                          | 2019 | —                      | —                      | —                      | —                      | —                      | —                      | 40                     | —                      | —                      | —                      | | World War Joy          |
| "The Reaper" (feat. Amy Shark)                                                          | 2019 | —                      | 47                     | —                      | —                      | —                      | —                      | —                      | —                      | —                      | —                      | - ARIA: Platinum | World War Joy          |
| "Family" (s Kygo)                                                                       | 2019 | —                      | —                      | —                      | —                      | —                      | —                      | 31                     | —                      | 60                     | —                      | | World War Joy          |
| "See the Way" (feat. Sabrina Claudio)                                                   | 2019 | —                      | —                      | —                      | —                      | —                      | —                      | —                      | —                      | —                      | —                      | | World War Joy          |
| "P.S. I Hope You're Happy" (feat. Blink-182)                                            | 2019 | —                      | —                      | —                      | —                      | —                      | —                      | —                      | —                      | —                      | —                      | | World War Joy          |
| "High"                                                                                  | 2022 | 57                     | 65                     | 41                     | 36                     | —                      | —                      | —                      | —                      | —                      | —                      | - RIAA: Gold - MC: Gold | So Far So Good         |
| "iPad"                                                                                  | 2022 | —                      | —                      | —                      | —                      | —                      | —                      | —                      | —                      | —                      | —                      | | So Far So Good         |
| "Riptide"                                                                               | 2022 | —                      | —                      | —                      | —                      | —                      | —                      | —                      | —                      | —                      | —                      | | So Far So Good         |
| "I Love U"                                                                              | 2022 | —                      | —                      | —                      | —                      | —                      | —                      | —                      | —                      | —                      | —                      | | So Far So Good         |
| "The Fall" (se Ship Wrek)                                                               | 2022 | —                      | —                      | —                      | —                      | —                      | —                      | —                      | —                      | —                      | —                      | | So Far So Good         |
| "Why Can't You Wait" (s Bob Moses)                                                      | 2022 | —                      | —                      | —                      | —                      | —                      | —                      | —                      | —                      | —                      | —                      | | So Far So Good         |
| "Time Bomb"                                                                             | 2022 | —                      | —                      | —                      | —                      | —                      | —                      | —                      | —                      | —                      | —                      | | So Far So Good         |
| "Wish on an Eyelash, Pt. 2" (s Mallrat)                                                 | 2022 | —                      | —                      | —                      | —                      | —                      | —                      | —                      | —                      | —                      | —                      | | Singly bez alb         |
| "Make Me Feel" (s Cheyenne Giles)                                                       | 2023 | —                      | —                      | —                      | —                      | —                      | —                      | —                      | —                      | —                      | —                      | | Singly bez alb         |
| "Up & Down" (s 347aidan)                                                                | 2023 | —                      | —                      | —                      | —                      | —                      | —                      | —                      | —                      | —                      | —                      | | Summertime Friends     |
| "Self Destruction Mode" (s Bludnymph)                                                   | 2023 | —                      | —                      | —                      | —                      | —                      | —                      | —                      | —                      | —                      | —                      | | Summertime Friends     |
| "See You Again" (s Illenium a Carlie Hanson)                                            | 2023 | —                      | —                      | —                      | —                      | —                      | —                      | —                      | —                      | —                      | —                      | | Summertime Friends     |
| "Celular" (s Nicky Jam a Maluma)                                                        | 2023 | —                      | —                      | —                      | —                      | —                      | —                      | —                      | —                      | —                      | —                      | | Summertime Friends     |
| "My Bad" (se Shenseea)                                                                  | 2023 | —                      | —                      | —                      | —                      | —                      | —                      | —                      | —                      | —                      | —                      | | Summertime Friends     |
| "Summertime Friends"                                                                    | 2023 | —                      | —                      | —                      | —                      | —                      | —                      | —                      | —                      | —                      | —                      | | Summertime Friends     |
| "Jungle" (s Alok a Mae Stephens)                                                        | 2023 | —                      | —                      | 17                     | —                      | —                      | —                      | —                      | —                      | —                      | —                      | - BEA: Gold | Summertime Friends     |
| "Fault in the Stars" (s Powfu)                                                          | 2023 | —                      | —                      | —                      | —                      | —                      | —                      | —                      | —                      | —                      | —                      | | Singl bez alb          |
| "Addicted" (se Zerb feat. Ink)                                                          | 2024 | —                      | —                      | —                      | 95                     | —                      | —                      | —                      | —                      | —                      | 50                     | | No Hard Feelings       |
| "Friday" (s Fridayy)                                                                    | 2024 | —                      | —                      | —                      | —                      | —                      | —                      | —                      | —                      | —                      | —                      | | No Hard Feelings       |
| "Don't Lie" (s Kim Petras)                                                              | 2024 | —                      | —                      | —                      | —                      | —                      | —                      | —                      | —                      | —                      | —                      | | Singl bez alb          |
| "—" značí, že se nahrávka neumístila v hitparádách nebo v tomto území ani nebyla vydána |      |                        |                        |                        |                        |                        |                        |                        |                        |                        |                        | |                        |

### Promo singly
| Název                                                                                   | Rok  | Umístění v hitparádách | Umístění v hitparádách | Umístění v hitparádách | Umístění v hitparádách | Umístění v hitparádách | Umístění v hitparádách | Umístění v hitparádách | Umístění v hitparádách | Certifikace                            | Album                  |
| Název                                                                                   | Rok  | US                     | AUS                    | BEL (FL)               | CAN                    | ITA                    | NZ                     | SWE                    | UK                     | Certifikace                            | Album                  |
| --------------------------------------------------------------------------------------- | ---- | ---------------------- | ---------------------- | ---------------------- | ---------------------- | ---------------------- | ---------------------- | ---------------------- | ---------------------- | -------------------------------------- | ---------------------- |
| "The One"                                                                               | 2017 | 78                     | 36                     | 4                      | 30                     | 36                     | —                      | 20                     | 63                     | - RIAA: Gold - ARIA: Gold - FIMI: Gold | Memories...Do Not Open |
| "Young"                                                                                 | 2017 | —                      | —                      | —                      | 65                     | —                      | —                      | —                      | —                      | - RIAA: Gold                           | Memories...Do Not Open |
| "—" značí, že se nahrávka neumístila v hitparádách nebo v tomto území ani nebyla vydána |      |                        |                        |                        |                        |                        |                        |                        |                        |                                        |                        |

## Další umístěné písně
| Název                                                                                   | Rok  | Umístění v hitparádách | Umístění v hitparádách | Umístění v hitparádách | Umístění v hitparádách | Umístění v hitparádách | Umístění v hitparádách | Album                  |
| Název                                                                                   | Rok  | US Bub.                | US Dance               | CAN                    | FRA                    | NZ Hot                 | SWE                    | Album                  |
| --------------------------------------------------------------------------------------- | ---- | ---------------------- | ---------------------- | ---------------------- | ---------------------- | ---------------------- | ---------------------- | ---------------------- |
| "Break Up Every Night"                                                                  | 2017 | 7                      | 12                     | 61                     | —                      | —                      | 44                     | Memories...Do Not Open |
| "Bloodstream"                                                                           | 2017 | 18                     | 15                     | 60                     | —                      | —                      | 89                     | Memories...Do Not Open |
| "Don't Say" (feat. Emily Warren)                                                        | 2017 | —                      | 19                     | 63                     | —                      | —                      | —                      | Memories...Do Not Open |
| "My Type" (feat. Emily Warren)                                                          | 2017 | 17                     | 14                     | 66                     | —                      | —                      | —                      | Memories...Do Not Open |
| "It Won't Kill Ya" (feat. Louane)                                                       | 2017 | —                      | 24                     | 84                     | 70                     | —                      | —                      | Memories...Do Not Open |
| "Wake Up Alone" (feat. Jhené Aiko)                                                      | 2017 | —                      | 23                     | —                      | —                      | —                      | —                      | Memories...Do Not Open |
| "Last Day Alive" (feat. Florida Georgia Line)                                           | 2017 | 19                     | 16                     | 94                     | —                      | —                      | —                      | Memories...Do Not Open |
| "Maradona"                                                                              | 2022 | —                      | 31                     | —                      | —                      | —                      | —                      | So Far So Good         |
| "Solo Mission"                                                                          | 2022 | —                      | 33                     | —                      | —                      | —                      | —                      | So Far So Good         |
| "Something Different"                                                                   | 2022 | —                      | 36                     | —                      | —                      | —                      | —                      | So Far So Good         |
| "If You're Serious"                                                                     | 2022 | —                      | 29                     | —                      | —                      | —                      | —                      | So Far So Good         |
| "Channel 1"                                                                             | 2022 | —                      | 40                     | —                      | —                      | —                      | —                      | So Far So Good         |
| "Testing"                                                                               | 2022 | —                      | 41                     | —                      | —                      | —                      | —                      | So Far So Good         |
| "I Hope You Change Your Mind"                                                           | 2022 | —                      | 43                     | —                      | —                      | —                      | —                      | So Far So Good         |
| "—" značí, že se nahrávka neumístila v hitparádách nebo v tomto území ani nebyla vydána |      |                        |                        |                        |                        |                        |                        |                        |

## Remixy
| Název                                                                                             | Rok  | Původní umělec                                |
| ------------------------------------------------------------------------------------------------- | ---- | --------------------------------------------- |
| "Around Us"                                                                                       | 2013 | Jónsi                                         |
| "We Run the Night"                                                                                | 2013 | Tonite Only                                   |
| "Sleep Alone"                                                                                     | 2013 | Two Door Cinema Club                          |
| "Overdose"                                                                                        | 2013 | Little Daylight                               |
| "Medicine"                                                                                        | 2013 | Daughter                                      |
| "Trying to Be Cool"                                                                               | 2013 | Phoenix                                       |
| "Julian"                                                                                          | 2013 | Say Lou Lou                                   |
| "Operate"                                                                                         | 2013 | ASTR                                          |
| "Dreaming"                                                                                        | 2013 | Smallpools                                    |
| "Miss Atomic Bomb"                                                                                | 2013 | The Killers                                   |
| "Last Forever"                                                                                    | 2013 | Fenech-Soler                                  |
| "Take Me Home"                                                                                    | 2013 | Cash Cash (feat. Bebe Rexha)                  |
| "We Own the Night"                                                                                | 2013 | The Wanted                                    |
| "Change"                                                                                          | 2013 | Banks                                         |
| "Girlfriend"                                                                                      | 2013 | Icona Pop                                     |
| "Kids"                                                                                            | 2013 | Mikky Ekko                                    |
| "Fix This"                                                                                        | 2013 | The Colourist                                 |
| "Habits (Stay High)"                                                                              | 2014 | Tove Lo                                       |
| "Pumpin Blood"                                                                                    | 2014 | NONONO                                        |
| "Goodness Gracious"                                                                               | 2014 | Ellie Goulding                                |
| "Flaws"                                                                                           | 2014 | Bastille                                      |
| "Young Hearts"                                                                                    | 2014 | Strange Talk                                  |
| "Jealous (I Ain't with It)"                                                                       | 2014 | Chromeo                                       |
| "Wonder"                                                                                          | 2014 | Adventure Club (feat. The Kite String Tangle) |
| "Holding onto Heaven"                                                                             | 2014 | Foxes                                         |
| "Like a Drum"                                                                                     | 2014 | Guy Sebastian                                 |
| "Step Out"                                                                                        | 2014 | José González                                 |
| "I Can't Stop Drinking About You"                                                                 | 2014 | Bebe Rexha                                    |
| "Sway"                                                                                            | 2014 | Anna of the North                             |
| "Open Season"                                                                                     | 2014 | Josef Salvat                                  |
| "Sleeping with a Friend"                                                                          | 2014 | Neon Trees                                    |
| "Push"                                                                                            | 2014 | A-Trak (feat. Andrew Wyatt)                   |
| "Real Love"                                                                                       | 2015 | Clean Bandit a Jess Glynne                    |
| "Back to Earth"                                                                                   | 2015 | Steve Aoki (feat. Fall Out Boy)               |
| "Overload"                                                                                        | 2015 | Life of Dillon                                |
| "Not So Dirty" (The Chainsmokers and Jenaux "Festival Season Is Over and Now You're Broke" Remix) | 2015 | Who's Who                                     |
| "I Can't Make You Love Me"                                                                        | 2022 | Bon Iver                                      |
| "Meet Me at Our Spot"                                                                             | 2022 | The Anxiety                                   |
| "Beautiful Things"                                                                                | 2024 | Benson Boone                                  |
| "Band4Band"                                                                                       | 2024 | Central Cee & Lil Baby                        |
| "Girls"                                                                                           | 2024 | The Dare                                      |
| "Neverender"                                                                                      | 2024 | Justice & Tame Impala                         |
| "Sailor Song" (The Chainsmokers & TWINSICK Remix)                                                 | 2024 | Gigi Perez                                    |
| "Messy"                                                                                           | 2024 | Lola Young                                    |

## Videoklipy
| Název                   | Rok  | Režisér                          |
| ----------------------- | ---- | -------------------------------- |
| "#Selfie"               | 2014 | Taylor Stephens & Ike Love Jones |
| "Kanye"                 | 2014 | Niklaus Lange                    |
| "Let You Go"            | 2015 | Joe Zohar                        |
| "Good Intentions"       | 2015 | Joe Zohar                        |
| "Roses" (Version 1)     | 2015 | Rory Kramer                      |
| "Roses" (Version 2)     | 2015 | Impossible Brief                 |
| "Split (Only U)"        | 2015 | Joe Zohar                        |
| "Waterbed"              | 2015 | Joe Zohar                        |
| "Until You Were Gone"   | 2015 | Joe Zohar                        |
| "Don't Let Me Down"     | 2016 | Marcus Kuhne                     |
| "Closer"                | 2016 | Dano Cerny                       |
| "Setting Fires"         | 2016 | James 'Zola' Zwadlo              |
| "All We Know"           | 2016 | Rory Kramer                      |
| "Paris"                 | 2017 | Mister Whitmore                  |
| "Sick Boy"              | 2018 | Brewer                           |
| "You Owe Me"            | 2018 | Rory Kramer                      |
| "Everybody Hates Me"    | 2018 | Rory Kramer                      |
| "Somebody" (Version 1)  | 2018 | Jim Batt a Kim Boekbinder        |
| "Somebody" (Version 2)  | 2018 | Rory Kramer                      |
| "Side Effects"          | 2018 | Matthew Dillon Cohen             |
| "Save Yourself"         | 2018 | Jeremiah Davis                   |
| "This Feeling"          | 2018 | Similar But Different            |
| "Beach House"           | 2018 | Jeremiah Davis                   |
| "Hope"                  | 2018 | Jeremiah Davis                   |
| "Who Do You Love"       | 2019 | Frank Borin                      |
| "Kills You Slowly"      | 2019 | Jordan Wozy a Lucas Taggart      |
| "Do You Mean"           | 2019 | Spencer Miller                   |
| "Call You Mine"         | 2019 | Dano Cerny                       |
| "Takeaway"              | 2019 | Jeremiah Davis                   |
| "Push My Luck"          | 2019 | Steven Sebring                   |
| "Family"                | 2019 | Jeremiah Davis                   |
| "High"                  | 2022 | Kid. Studio                      |
| "iPad"                  | 2022 | Kid. Studio                      |
| "I Love U"              | 2022 | Kid. Studio                      |
| "Up & Down"             | 2023 | Jeremiah Davis                   |
| "Self Destruction Mode" | 2023 | Jeremiah Davis                   |
| "See You Again"         | 2023 | Jeremiah Davis                   |
| "My Bad"                | 2023 | Patrick Tohill                   |
| "Summertime Friends"    | 2023 | Spencer Miller                   |
| "Think Of Us"           | 2023 | Tony Tacheny                     |
| "Addicted"              | 2024 | Hunter Lyon                      |
| "Friday"                | 2024 | Hunter Lyon                      |
| "Green Lights (demo)"   | 2024 | Jeremiah Davis                   |
| "Tennis Court"          | 2024 | Hunter Lyon                      |
| "Bad Advice"            | 2024 | Hunter Lyon                      |
| "No Shade at Pitti"     | 2024 | Jeremiah Davis                   |
| "Don't Lie"             | 2024 |                                  |